# Cape Blanco
Cape Blanco er et forbjerg på Stillehavskysten i det sydvestlige Oregon, USA, ca. 8 km nord for byen Port Orford.
Det er det vestligste punkt i staten, og konkurrerer med Cape Alva i staten Washington om at være det vestligste punkt i de sammenhængende 48 stater. "Konkurrencen" skyldes dels konstante landskabsændringer, ikke mindst forårsaget af Stillehavets påvirkninger, men også problemer med målingerne.
I Jules Vernes roman fra 1879, "Den indiske arv" (Les cinq cents millions de la Bégum), oprettes i 1872 et utopisk bysamfund, Ville-France på Oregons kyst. Verne anfører, at dette fiktive samfund ligger 80 kilometer nord for Cape Blanco.
Forbjerget er en del af Cape Blanco State Park og på selve forbjerget ligger Cape Blanco fyr, der blev tændt første gang i 1870. Fyret er kun 18 meter højt, men lyskildens højde over havet er 78 meter og fyret kan ses 43 km væk.